# Onze-Lieve-Vrouw van Lourdeskapel (Nederhasselt)
De Onze-Lieve-Vrouw van Lourdeskapel of Kapel van Lourdes is een kleine kapel in Nederhasselt, een deelgemeente van Ninove in de Belgische provincie Oost-Vlaanderen. De kapel is gebouwd in de tweede helft van de 19e eeuw en wordt omringd door vier populieren. Nadat een van de bomen op het kapelletje viel tijdens een storm, werden deze vervangen.
In de kapel staat een typische Lourdesgrot, met een beeldje van Bernadette en een van Onze-Lieve-Vrouw.
Het kapelletje is opgericht in 1875 als dank voor de genezingen tijdens dat de streek werd getroffen door een cholerauitbraak.
Het kapelletje dat als bouwkundig erfgoed is erkend.